# James Wray Williams
James Wray Williams (* 8. Oktober 1792 in Maryland; † 2. Dezember 1842 in Deer Creek, Maryland) war ein US-amerikanischer Politiker. In den Jahren 1841 und 1842 vertrat er den Bundesstaat Maryland im US-Repräsentantenhaus.

## Werdegang
James Williams besuchte vorbereitende Schulen und schlug später als Mitglied der Demokratischen Partei eine politische Laufbahn ein. Er saß im Abgeordnetenhaus von Maryland und wurde im Jahr 1839 dessen Speaker als Nachfolger von Charles Sterrett Ridgely.
Bei den Kongresswahlen des Jahres 1840 wurde Williams im dritten Wahlbezirk seines Staates in das US-Repräsentantenhaus in Washington, D.C. gewählt, wo er am 4. März 1841 die Nachfolge von John Tolley Hood Worthington antrat. Dieses Mandat konnte er bis zu seinem Tod am 2. Dezember 1842 ausüben. Diese Zeit war von den Spannungen zwischen Präsident John Tyler und den Whigs geprägt. Außerdem wurde damals bereits über eine mögliche Annexion der seit 1836 von Mexiko unabhängigen Republik Texas diskutiert. James Williams wurde auf dem Familienfriedhof auf der Prieshford Farm beigesetzt.